# Питаш како живим
Питаш како живим је седми студијски албум певачице Ане Бекуте. Објављен је као ЛП, ЦД и касета 1993. године у издању ПГП РТС. Продуцент албума је Драган Стојковић Босанац.

## Песме на албуму
| Р.бр. | Песма                 | Музика                   | Текст                  | Аранжман                 |
| ----- | --------------------- | ------------------------ | ---------------------- | ------------------------ |
| 1.    | Питаш како живим      | Перица Здравковић        | Стевица Спасић         | Драган Стојковић Босанац |
| 2.    | Имам један живот      | Перица Здравковић        | Снежана Вукићевић Жана | Драган Стојковић Босанац |
| 3.    | Весељак               | Стева Симеуновић         | Стева Симеуновић       | Драган Стојковић Босанац |
| 4.    | Неверно моје, неверно | Љубо Кешељ               | Мики Јовичић           | Драган Стојковић Босанац |
| 5.    | Кише                  | Драган Стојковић Босанац | Рушка Најдановић       | Драган Стојковић Босанац |
| 6.    | Што ме ниси будио     | Зоран Матић              | Зоран Матић            | Драган Стојковић Босанац |
| 7.    | А и ти ме изневери    | Горан Бреговић           | Горан Бреговић         | Драган Стојковић Босанац |
| 8.    | Ех, ђаволе            | Стева Симеуновић         | Стева Симеуновић       | Драган Стојковић Босанац |
| 9.    | Нема дана, нема ноћи  | Стева Симеуновић         | Стева Симеуновић       | Драган Стојковић Босанац |
| 10.   | Сеја                  | Стева Симеуновић         | Стева Симеуновић       | Драган Стојковић Босанац |